# Austrophorocera aequalis
Austrophorocera aequalis är en tvåvingeart som först beskrevs av Malloch 1935.  Austrophorocera aequalis ingår i släktet Austrophorocera och familjen parasitflugor. Inga underarter finns listade i Catalogue of Life.